# Rodney O'Donnell
Pour les articles homonymes, voir O'Donnell.
 Rodney Christopher O'Donnell, est né le 16 août 1956 à Dublin. C’est un ancien joueur de rugby à XV qui a évolué avec l'équipe d'Irlande au poste d'arrière.

## Carrière
Il a disputé son premier test match, le 3 juin 1979 contre l'équipe d'Australie. Son dernier test match fut contre l'équipe du Pays de Galles, le 15 mars 1980.
Il a joué un test match avec les Lions britanniques en 1980 (en Afrique du Sud).
Il a évolué au St. Mary's College, Dublin (en).

## Palmarès

### Avec l'Irlande
- 5 sélections
- Sélections par années : 2 en 1979, 3 en 1980
- Tournoi des Cinq Nations disputé: 1980

### Avec lesLions britanniques
- une sélection avec les Lions britanniques
- Sélections par année : 1 en 1980 ( Afrique du Sud)